# 卡柳梅特特設鎮區 (密歇根州)
卡柳梅特特設鎮區（英語：Calumet Charter Township）是位於美國密歇根州霍頓縣的一個特設鎮區。

## 地方資料
卡柳梅特特設鎮區的面積為86.20平方千米，當中陸地面積為85.90平方千米，而水域面積為0.30平方千米。根據2020年美國人口普查的數據，當地共有人口6263人，而人口密度為每平方千米72.66人。